# Judy Morris
Ne doit pas être confondu avec Jody Morris.
Judy Morris est une actrice, réalisatrice et scénariste australienne né en 1947 à Queensland (Australie).

## Biographie
Elle est connue pour le rôle de Beth Winters dans le film d'horreur Razorback.

## Filmographie

### Actrice

#### Cinéma
- 1971 : Three to Go (en) de Brian Hannant, Oliver Howes et Peter Weir : Judy
- 1972 : Émeute à Los Angeles (The Final Comedown) de Oscar Williams :
- 1973 : Libido (en) de David Baker, Tim Burstall, John B. Murray et Fred Schepisi : Sybil
- 1973 : Avengers of the Reef (en) de Chris McCullough : Une hôtesse de l'air
- 1974 : Between Wars (en) de Michael Thornhill : Deborah Trenbow
- 1975 : The Great Macarthy (en) de David Baker : Miss Russell
- 1975 : Scobie Malone (en) de Terry Ohlsson : Helga Brand
- 1976 : The Trespassers (en) de John Duigan : Dee
- 1977 : The Picture Show Man de John Power : Miss Lockhart
- 1978 : In Search of Anna (en) de Esben Storm : Sam
- 1980 : The Girl Who Met Simone de Beauvoir in Paris (court métrage) de Richard Wherrett :
- 1980 : Maybe This Time (en) de Chris McGill : Fran
- 1983 : Phar Lap (en) de Simon Wincer : Bea Davis
- 1983 : Strata de Geoff Steven : Margaret
- 1984 : Razorback de Russell Mulcahy : Beth Winters
- 1985 : Niel Lynne (en) de David Baker : Patricia
- 1986 : The More Things Change... de Robyn Nevin : Connie
- 1987 : Going Sane (en) de Michael Robertson : Ainslee Brown

#### Téléfilms
- 1975 : Mama's Gone A-Hunting (en) de Peter Maxwell : Tessa Goodman
- 1976 : Master of the World de Leif Gram :
- 1978 : The Geeks : Lee
- 1978 : Cass de Chris Noonan : Margo
- 1979 : The First Christmas de Richard Slapczynski : (voix)
- 1979 : Le Plombier (The Plumber) de Peter Weir : Jill Cowper
- 1985 : Time's Raging de Sophia Turkiewicz :
- 1986 : Le Soleil en plein cœur (The Last Frontier) de Simon Wincer : Meg Stenning
- 1992 : The Other Side of Paradise de Renny Rye : Miss Sowerby

#### Séries télévisées
- 1949 : Family Theatre (en)' :
- 1957 : Letter to Loretta : Beatrice Crump
- 1957 : Telephone Time (en) : Aranka
- 1960 : The Chevy Mystery Show (en) : Annabel Davis
- 1967 : Bellbird (en) :
- 1970 : Mrs Finnegan : Une réceptionniste
- 1970-1974 : Homicide : Prue Fletcher / Caroline Murray / Margaret Gillespie
- 1970-1975 : Division 4 : Kim Baker / Lynne Clark / Evie Morris
- 1971 : The Comedy Game :
- 1971-1975 : Matlock Police (en) : Jill Thompson / Sheila Kelly / Bel Harris
- 1972 : Over There : Elizabeth Kirby
- 1972 : Minos 5 (Barrier Reef) : Gail Smith
- 1972 : The Spoiler : Fancy
- 1972-1973 : Boney (en) : Kathy Markham / Jill Madden
- 1973 : Ryan : Jan Taylor
- 1973 : Certaines femmes (Certain Women) : Marjorie Faber
- 1975 : Cash and Company (en) : Mary Fincham
- 1976 : Alvin Purple (en) : Sophie
- 1976 : The Outsiders (en) : Karen
- 1977 : The Dave Allen Show in Australia : Various
- 1979 : Skyways (en) : Robyn Davies
- 1982 : Spring & Fall :
- 1984-1994 : Mother and Son (en) : Liz Beare
- 1985 : Colour in the Creek (en) : Ellen Fletcher
- 1988 : The Dirtwater Dynasty (en) : Frances Eastwick
- 1989 : Bangkok Hilton : Catherine Faulkner
- 1991 : Eggshells (en) : Kathy Rose
- 1996 : Histoires peu ordinaires (en) (Twisted Tale) : Veronica
- 1995-1997 : Les Maîtres des sortilèges (Spellbinder) : Mrs Muggleton
- 1998 : Crocadoo II : Melba (voix)
- 1999 : Ballykissangel (en) : Laurie Woskett

### Productrice
- 2006 : Happy Feet de George Miller, Warren Coleman

### Réalisatrice
- 1989 : Luigi's Ladies (en)
- 2006 : Happy Feet

### Scénariste
- 1989 : Luigi's Ladies (en)
- 1998 : Babe, le cochon dans la ville de George Miller
- 2002 : Dinotopia (série télévisée)
- 2006 : Happy Feet
- 2009 : Legend de Stephen de Villiers
- 2010 : Before the Rain (en) de Craig Boreham, Nick Clifford, Stephen de Villiers et CJ Johnson
- 2011 : Happy Feet 2 de George Miller, Gary Eck et David Peers
- 2013 : L'Œil du cyclone (The Eye of the Storm) de Fred Schepisi
- 2015 : Untitled Jim Loach Project de Jim Loach